# Pacifisch klauwvlokreeftje
Het Pacifisch klauwvlokreeftje (Ericthonius didymus) is een vlokreeftensoort uit de familie van de Ischyroceridae. De wetenschappelijke naam van de soort werd in 2013 voor het eerst geldig gepubliceerd door Traudl Krapp-Schickel.

## Beschrijving
Pacifisch klauwvlokreeftjes zijn kleine, 5 millimeter grote, vlokreeftjes die in zelfgebouwde kokers leven. Ze hebben een ranke lichaamsbouw met een dunne, tweede antenne waarop roodgekleurde ringetjes zitten. Opvallend aan deze soort zijn de uitpuilende rode ogen en de grote schaarpoot van de mannetjes.

## Verspreiding
Deze vlokreeftjessoort is endermisch afkomstig uit de Pacifische Oceaan, maar is als exoot inmiddels begonnen aan wijdverbreide opmars. Deze soort werd in 2013 voor het eerst beschreven in de lagune van Venetië, en daarna aangetroffen in Zuidwest-Frankrijk en op de Azoren. In de zomer van 2021 werd deze invasieve soort voor het eerst in Nederland ontdekt en sindsdien heeft hij razendsnel grote delen van de Zeeuwse wateren gekoloniseerd.